# Ограда (анатомия)
Ограда мозга, или клауструм (лат. claustrum) — это тонкая нерегулярная структура, пластинка серого вещества, которая прилегает или присоединяется к внутреннему слою новой коры (неокортекса) в центре головного мозга, прежде всего под областями инсулярной коры (островка). Предполагается, что такая структура имеется в головном мозге всех млекопитающих.
Ограда в головном мозге человека имеет толщину от долей миллиметра до нескольких миллиметров (в среднем около 2 мм), и представляет собой вертикальный изогнутый листок или пластинку подкоркового серого вещества, ориентированную сагиттально между слоями белого вещества, представляющими собой пучки миелинизированных нервных волокон наружной капсулы и крайней капсулы. Ограда расположена латерально (сбоку) по отношению к скорлупе чечевицеобразного ядра и медиально (непосредственно под) инсулярной корой. Некоторыми авторами она считается продолжением нижнего слоя инсулярной коры (то есть корковой, а не подкорковой структурой), другими, которых большинство — частью системы базальных ядер. Ограда также является частью лимбической системы. От ограды отходит ряд латеральных и медиальных нервных путей, соединяющих её со многими частями коры больших полушарий головного мозга, а также с гиппокампом, миндалиной (амигдалой) и хвостатым ядром. Наличие у ограды связей с более глубоко расположенными подкорковыми структурами признаётся не всеми авторами.
На всём своём протяжении ограда мозга имеет единообразное строение и состоит из одинаковых типов клеток. Это заставляет предполагать, что тип производимой нейронами ограды обработки информации одинаков на всём её протяжении. Тем не менее, в ограде мозга имеются области, обрабатывающие информацию какой-либо одной определённой сенсорной модальности. Одновременно с этим в ограде мозга имеется большое количество протяжённых по всей её длине магистральных нервных связей. Эти магистральные нервные связи предположительно служат для синхронизации активности нейронов ограды в продольном направлении (от переднего конца к заднему и наоборот), а также для организации мультисенсорной или мультимодальной обработки информации, её интеграции и ассоциации.

Функции и назначение ограды остаются неизвестными науке .

## Анатомия
Ограда — подкорковая структура, расположенная снаружи от чечевицеобразного ядра конечного мозга. Представляет собой тонкий лист серого вещества, находящийся под внутренней частью коры головного мозга. Ограда внизу соприкасается с ядрами переднего продырявленного вещества (лат. substantia perforata anterior).
Известно, что толщина ограды левого полушария у человека несколько больше, чем правого.

## Физиология
Из-за местоположения и малого размера клауструма его функции до сих пор малопонятны. По этим причинам систематические исследования ограды были редкими.
В 2005 году была опубликована статья Фрэнсиса Крика и Кристофа Коха, в которой предполагалось, что ограда может играть определённую роль в работе сознания. Незадолго до своей смерти Френсис Крик также дал интервью директору Исследовательского центра высшей нервной деятельности (англ. Center for Brain and Cognition) Рамачандрану Вилейануру: «Рама, я думаю, что секрет сознания заключается в claustrum, не так ли? Иначе зачем эта крошечная структура подключена к столь многим структурам мозга». Учёные из Университета Джорджа Вашингтона под руководством Мохамада Кубесси обнаружили, что сознание, по-видимому, выключается при электрической стимуляции клауструма. Однако, это наблюдение нуждается в дальнейших исследованиях, так как оно было сделано на единственном примере мозга женщины, больной эпилепсией и с частично удалённым гиппокампом.
Раздражение ограды электрическим током приводит к торможению некоторых условных рефлексов (например, на свет), но мало сказывается на условном рефлексе на звук. Стимуляция ограды во время еды тормозит процесс поедания пищи. Стимуляция ограды вызывает ориентировочную реакцию, поворот головы в сторону раздражения, жевательные, глотательные, иногда рвотные движения.

## Патофизиология
При повреждении ограды правого полушария наблюдаются расстройства речи. Повреждения ограды также играют значительную роль в этиологии и патогенезе деменции.

## История изучения ограды мозга
Первым описал и тщательно зарисовал ограду мозга Феликс Вик-д’Азир. Первым назвал эту структуру клауструмом Фридрих Арнольд.

## Этимология названия
Название «клауструм» происходит от слова лат. claustrum или clōstrum, изначально обозначавшего замок, засов, запор или щеколду. Это же слово позднее стало обозначать закрытое, замкнутое, ограниченное пространство, некую камеру, комнату или отсек.

## Дополнительные изображения
- Горизонтальный разрез правого полушария головного мозга. Вид сверху. Ограда помечена справа, третья сверху
- Корональный разрез головного мозга через гиппокамп
- Корональный разрез головного мозга непосредственно перед варолиевым мостом
- Корональный разрез головного мозга через межталамическое сращение (оно же промежуточная масса третьего желудочка)
- Разрез мозга, показывающий верхнюю поверхность височной доли коры больших полушарий
- Корональный разрез головного мозга через переднюю комиссуру
- Ограда мозга